# Fulbert von Chartres

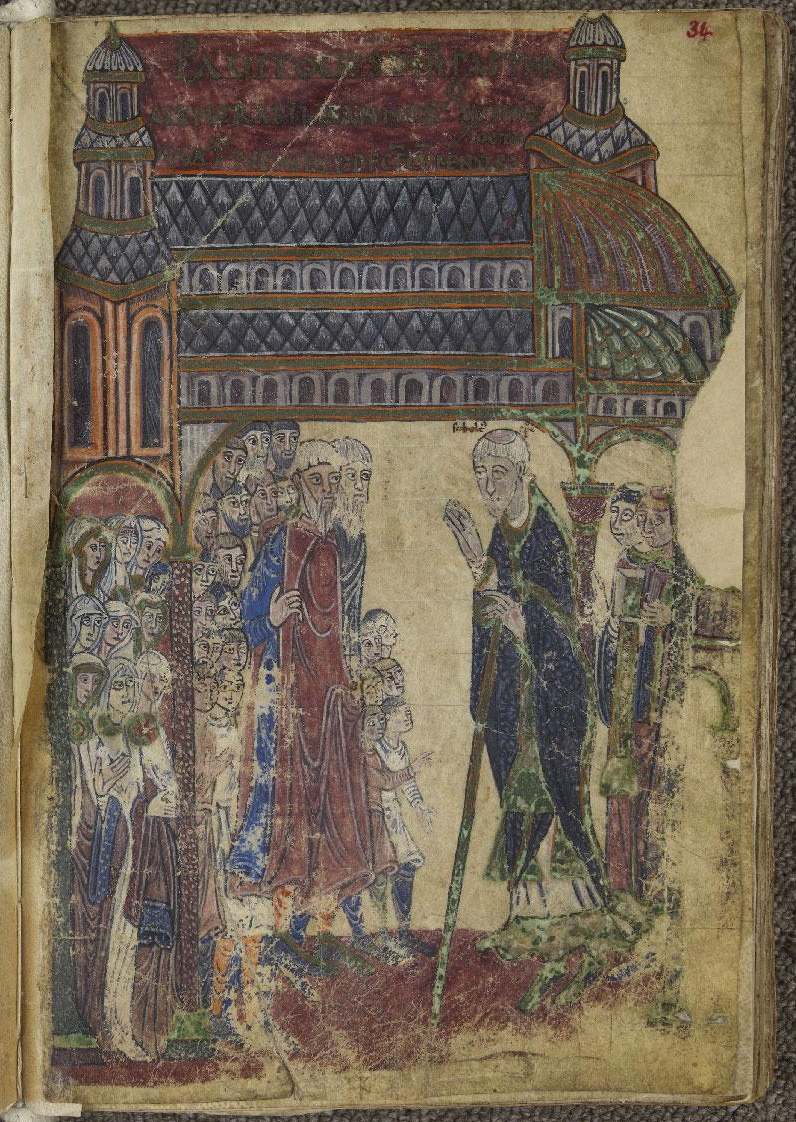
Miniatur des Fulbert von Chartes im Obituarium (11. Jh.) der Kathedrale von Chartres, Bibliothèque municipale de Chartres, nouv. acq. 004, fol. 34 r

Fulbert (* um 950 in Italien oder Frankreich, vermutlich in Aquitanien oder in der Diözese Laudun, heute Laon; † 10. April 1028 oder 1029 in Chartres) war von 1006 bis 1028 Bischof in Chartres. Er war in Reims Schüler von Gerbert von Aurillac.
Auf Bischof Fulbert geht der Bau der romanischen Kathedrale zurück (Baubeginn im Jahre 1020), die als heutige Unterkirche noch erhalten ist. In seiner Amtszeit entwickelte sich zudem die Kathedralschule zu einem führenden geistigen Zentrum nördlich der Alpen. Die Blütezeit der sogenannten „Schule von Chartres“ hielt 200 Jahre an, bevor andere Zentren wie Paris (Gründung der Sorbonne) an Bedeutung gewannen.
Fulbert war ein Vertreter der Frühscholastik und stand in der Tradition eines christlichen Neuplatonismus, methodisch war er an der Dialektik ausgerichtet. Er verfasste exegetische Schriften, Predigten, Gedichte und Briefe und nahm Stellung zu Fragen der Theologie, der Kirchendisziplin, des Rechts und der Medizin. Als Theologe vertrat er – gegen seinen Schüler Berengar von Tours – in der Lehre von der Eucharistie den Glauben an die Transsubstantiation und die Realpräsenz. In einigen Martyrologien ist er als Heiliger mit dem Gedenktag am 10. April verzeichnet, nicht jedoch im offiziellen Martyrologium Romanum der römisch-katholischen Kirche.
Fulbert zu Ehren richtete die Französische Regierung im Jahre 2006 das Jubiläum „Célébration nationale du Millénaire de Fulbert, Chartres 1006–2006“ aus. Höhepunkt der Festlichkeiten war am 8. September 2006 die Einweihung der renovierten Fulbert-Unterkirche und die anschließende Uraufführung des Marienoratoriums Stella Maris von Helge Burggrabe unter der Schirmherrschaft der Botschafter von Frankreich und Deutschland.